# مایون
مایون (به انگلیسی: Mayon Volcano) آتشفشانی است در آلبای فیلیپین. این قله که ۲٬۴۶۳ ارتفاع دارد از اوت ۲۰۱۴ تاکنون در حال گدازه‌پراکنی می‌باشد.

## نگارخانه

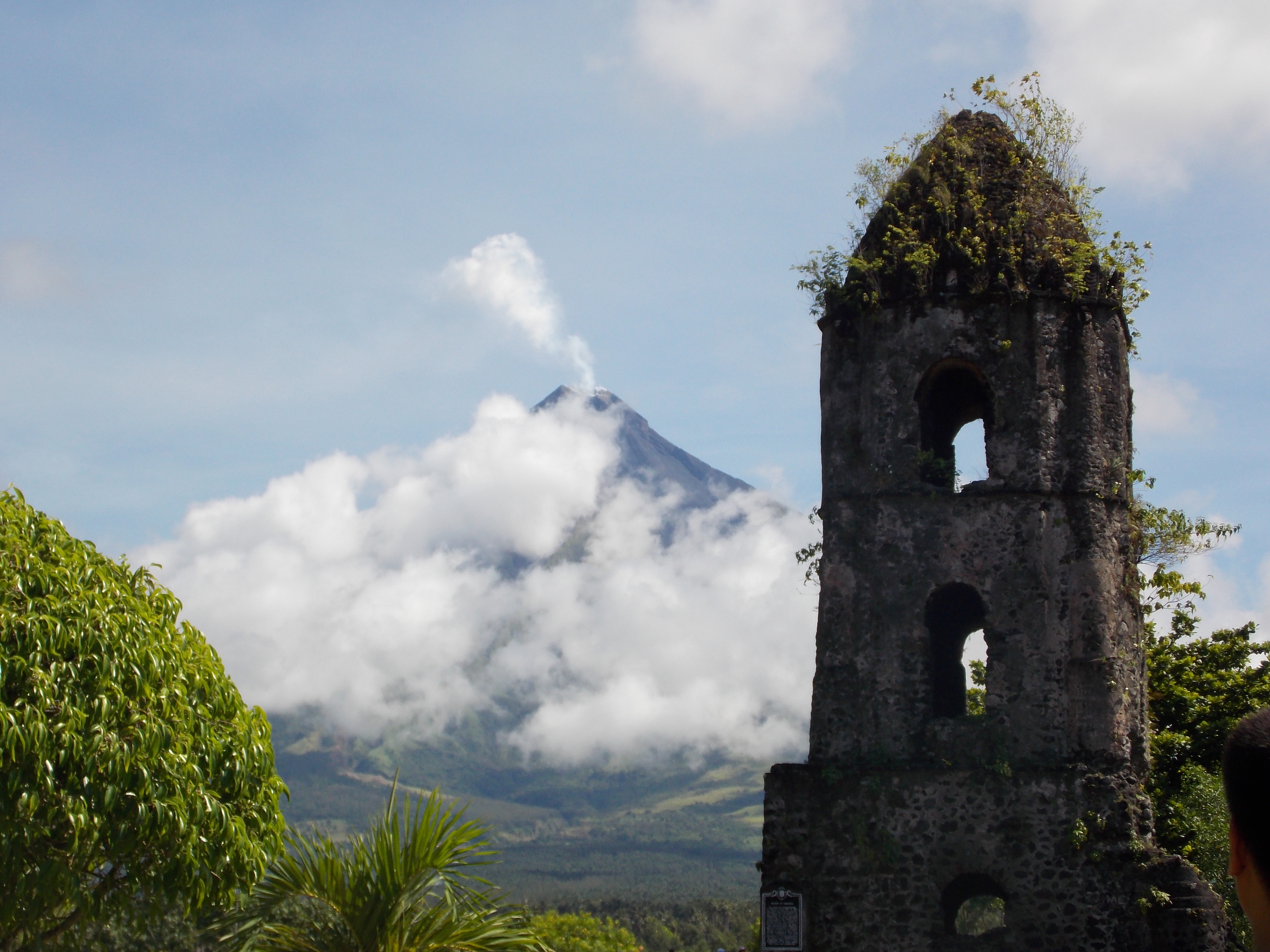
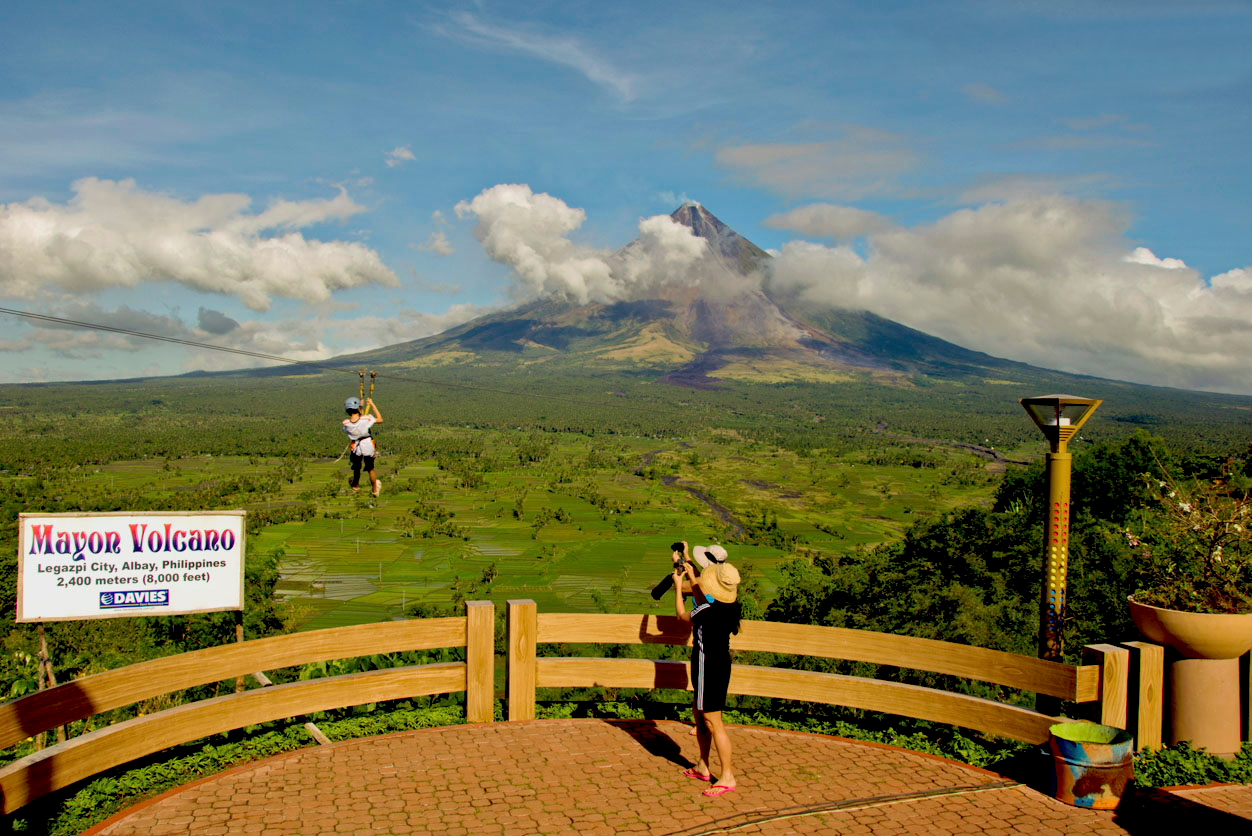
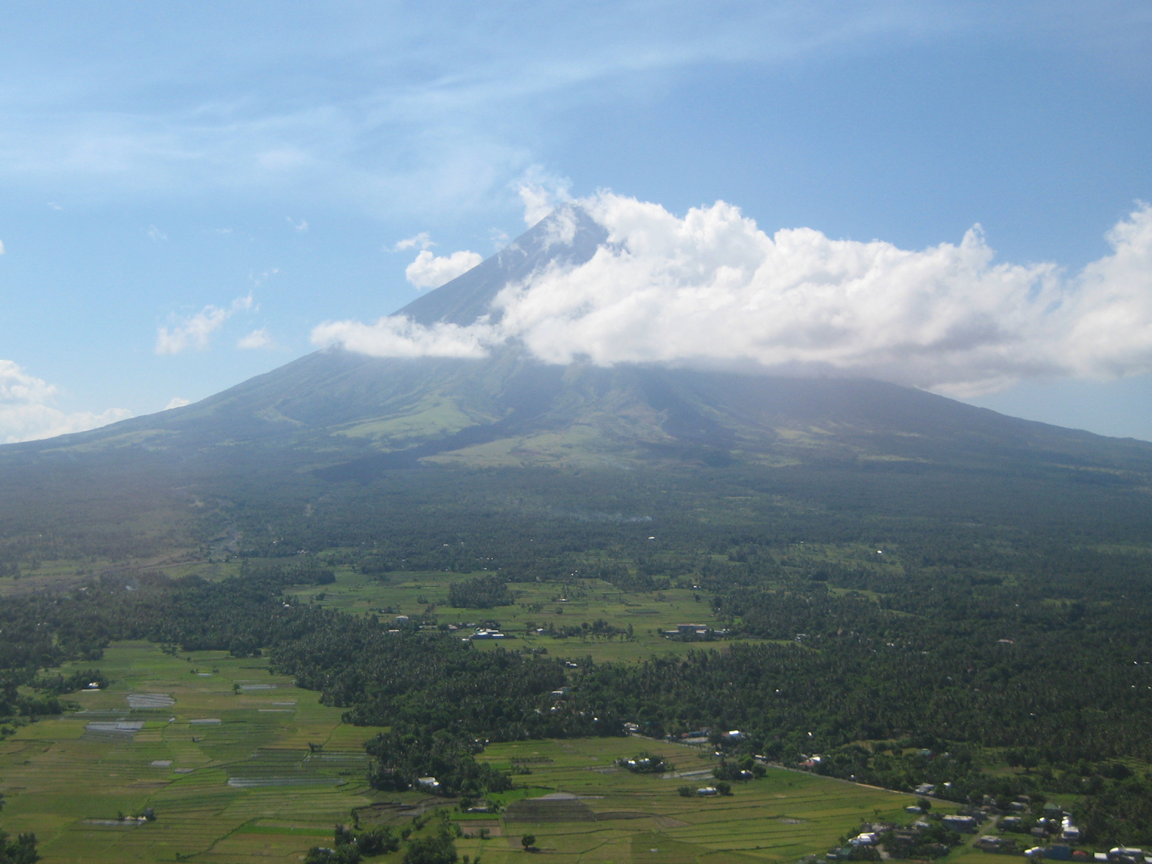
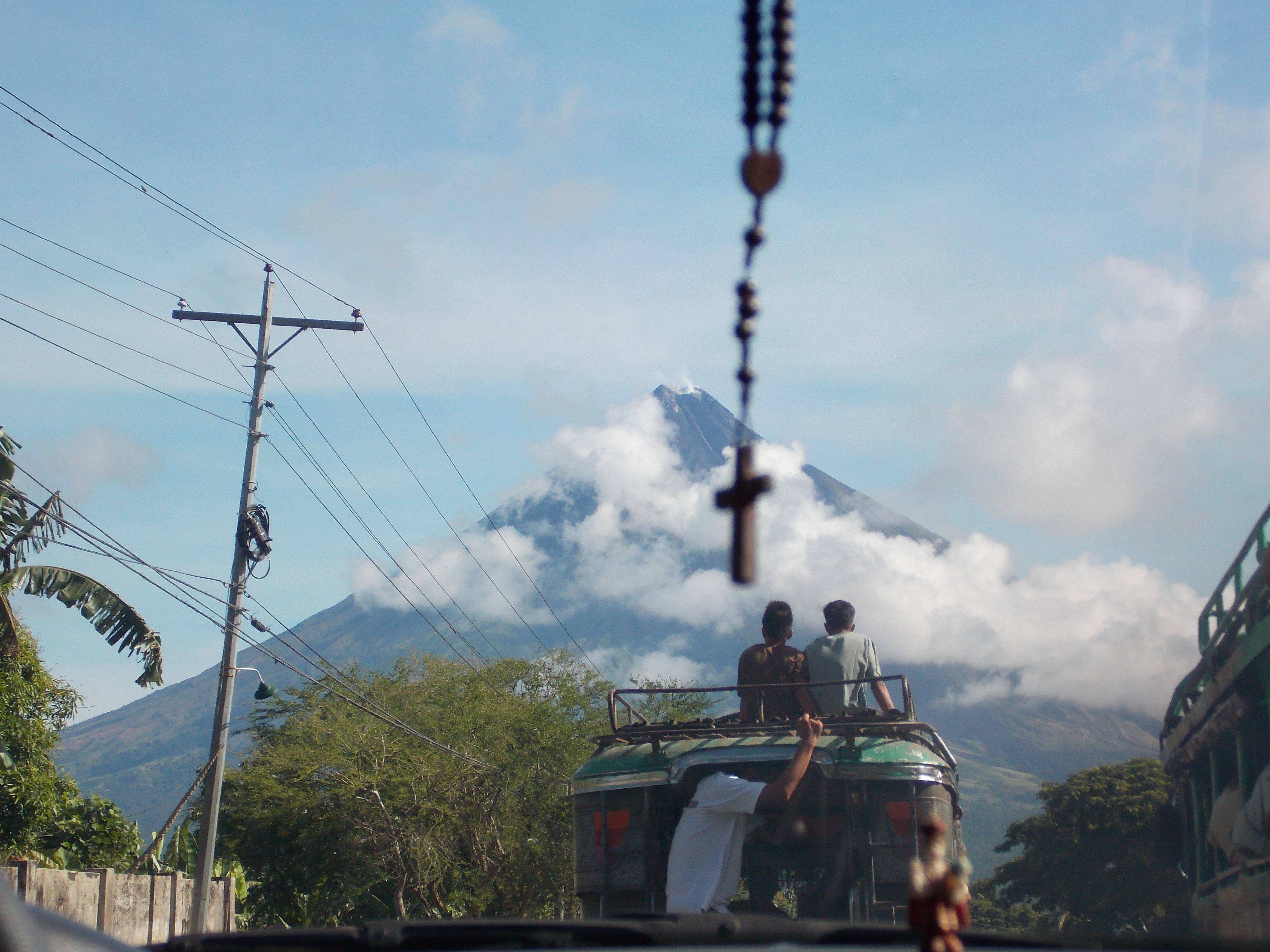